# 小白藤
小白藤（学名：Calamus henryanus）又名滇南省藤、褐鳞省藤，为棕榈科省藤属下的一个种。

## 扩展阅读
- 維基物種上的相關：小白藤